# Shirakami-Sanchi
Shirakami-Sanchi (白 神山 地?,literal Regió muntanyosa del Déu blanc) és lloc inscrit a la llista del Patrimoni de la Humanitat de la UNESCO des del 1993, al nord de Honshū,al Japó.
Aquesta extensió verge muntanyosa, de bosc primari a cavall entre les prefectures d'Akita i d'Aomori. Del total de 1.300 km², una zona que abasta 169,7 km², els faigs de Siebold componen una gran part de la selva.